# Nadia Reisenberg
Pour les articles homonymes, voir Reisenberg (homonymie).
Nadia Reisenberg (Vilnius, 14 juillet 1904 – New York, 10 juin 1983) est une pianiste américaine d'origine lituanienne.

## Biographie
Nadia Reisenberg, naît à Vilnius alors en Russie, dans une famille d'origine juive. Elle étudie avec Leonid Nikolaïev au Conservatoire de Saint-Pétersbourg. En raison des bouleversements de la révolution d'Octobre, elle et sa famille retournent à Vilnius, puis se rendent ensuite à Varsovie (où elle joue sur scène pour la première fois sous la direction d'Artur Rodzinski) et en Allemagne. 
Finalement, la famille s'installe à New York en 1922, où Nadia poursuit ses études avec Alexandre Lambert, tout en donnant des concerts (le premier en décembre 1922), en particulier avec sa sœur la violoniste Clara Rockmore. En 1930, elle reprend des études et choisit Josef Hofmann en tant que tuteur. Elle devient son assistante à l'Institut Curtis.
L'activité de concert la plus importante de Reisenberg, est dans les années 1940. Elle a été particulièrement louée pour sa série de concerts qui englobe toutes les concertos pour piano de Mozart, joué sous la direction d'Alfred Wallenstein, pour la radio new-yorkaise WOR, et diffusés dans la saison 1939/1940. Ces concerts ont « fait l'histoire de la radio ».
Reisenberg continue à se produire jusqu'à la fin de sa vie, notamment 22 fois au Carnegie Hall. Alors qu'habituellement elle se produit en tant que soliste avec le Philharmonique de New York, elle donne deux récitals : un programme Tchaïkovski, le 13 novembre 1943, en commémoration du 50e anniversaire de la mort du compositeur et un autre (au répertoire inconnu) le 21 novembre 1947. Après avoir enseigné au Curtis, elle enseigne au Queens College, puis elle est nommée professeur au Mannes College of Music et plus tard, Reisenberg enseigne à la Juilliard School. Elle est en outre, souvent membre du jury du Concours Leventritt. Ses disciples comprennent les pianistes Elena Braslavsky, Rami Bar-Niv et le médecin Richard Kogan.
Après une visite en Israël en 1960, elle donne régulièrement pendant vingt ans, des classes de maître à la Rubin Academy de Jérusalem.
Son fils, Robert Sherman enseigne, donnant des cours sur « Le Business de la musique » à la Juilliard School et écrit pendant quatre décennies des critiques musicales pour The New York Times. Lui et son autre fils, Alexandre sont coauteurs d'une biographie sur leur mère, Nadia Reisenberg: A Musician's Scrapbook (1985) [Nadia Reisenberg : un album de musicien].
Depuis 2002, le récital du prix Nadia Reisenberg Recital, parrainé par la fondation Nadia Reisenberg & Clara Rockmore a lieu tous les deux ans au Mannes College à New York.
Reisenberg est morte en 1983 à l'âge de 78 ans à New York, un an et demi après sa dernière apparition au Carnegie Hall avec le violoniste Paul Doktor.

## Discographie
- Chopin, Allegro de concert, Barcarolle, Mazurkas, Nocturnes, Sonate no 3* (concert Carnegie Hall, 21 novembre 1947*, studio, 1955-1957, 4CD Bridge Records 9276A/D) (OCLC 277275542) – Enregistrements Westminster XWN-18256-57 (Nocturnes) et XWN-18830-XWN-18832 (Mazurkas, Allegro de concert, Berceuse et Barcarolle )
- Nadia Reisenberg : Carnegie hall recital, 1947 : Haendel, Mozart, Weber, Chopin, Barber, Scriabine, Stravinsky, Prokofiev, Tchaïkovski et Khachaturian (concert Carnegie Hall, 21 novembre 1947, Bridge Records) (OCLC 856906233)
- Clara Rockmore's lost theremin album : Fritz Kreisler, Johann Mattheson, Antonín Dvořák, Anis Fuleihan, Franz Schubert - Clara Rockmore, Thérémine (Bridge Records) (OCLC 949942577)
- Nadia Reisenberg, an album of chamber music (1923-1980, IAPM Records) (OCLC 946475680)
- Kabalevski (op. 38), Tchaïkovski (op. 5, 10 & 40), Rachmaninoff (opus 3 & 10) (1954-1955, 2CD Ivory Classics 74002) (OCLC 56633537)
- Haydn, The acclaimed Haydn recordings (1er août 1955, 18 décembre 1956, 24 mars 1958, LP Westminster XWN 18057, 18357, 18358 / CD Ivory Classics) (OCLC 40625396)